# 福島県立須賀川高等学校
福島県立須賀川高等学校（ふくしまけんりつ すかがわこうとうがっこう）は、福島県須賀川市緑町に所在した県立高等学校。通称は「須高（すこう）」。

## 設置学科
- 全日制課程　
  - 普通科
  - オフィス情報科

## 沿革

### 旧・福島県須賀川商業学校
- 1907年（明治40年） - 須賀川町立商業補習学校が設立される。
- 1919年（大正8年） - 福島県須賀川町立商業学校となる。
- 1920年（大正9年） - 福島県須賀川商業学校と改称。

### 旧・須賀川高等女学校
- 1903年（明治36年） - 須賀川第一尋常高等小学校に裁縫専修学校が附設される。
- 1919年（大正8年） - 福島県須賀川実科高等女学校となる。
- 1943年（昭和18年） - 須賀川高等女学校に改称。

### 福島県立須賀川高等学校
- 1948年 - 学制改革に伴い、旧制須賀川商業学校と須賀川高女が合併の上福島県立須賀川高等学校となる。
- 1963年 - 福島県立須賀川女子高校の設立に伴い、普通科所属の女子生徒が同校に移り普通科は男子のみとなる。商業科は従来通り共学のままであった。
- 1972年 - 福島県立岩瀬農業高等学校より長沼分校が移管される。
- 1978年 - 長沼分校が福島県立長沼高等学校として独立する。
- 1995年4月 - 普通科が再び男女共学となる。商業科をオフィス情報科とビジネス会計科に改編した。
- 2006年 - ビジネス会計科が廃止。
- 2022年（令和4年） - 長沼高校と統合し、福島県立須賀川創英館高等学校が開校し、閉校[1]。

## 部活動
- 運動系 - 野球、サッカー、卓球、テニス、弓道、体操、陸上競技、柔道、バスケットボール、ハンドボール、バドミントン、ソフトボール、ソフトテニス、バレーボール
- 文化系 - 合唱、吹奏楽、美術、理科、商業、新聞、文学、茶道、JRC

## 交通
- JR東北本線・須賀川駅より約2.3 km

## 著名な出身者

### 政治
- 橋本克也 - 前須賀川市長、元福島県議会議員
- 大寺正晃 - 須賀川市長、前須賀川市議会議長

### 芸術・文化・放送
- 廣木隆一 - 映画監督、脚本家、俳優
- 鈴木央 - 漫画家
- 小湊昭尚 - 尺八奏者
- 幡谷明里 - フリーアナウンサー（元福島テレビアナウンサー）

### スポーツ
- 金子明友 - ヘルシンキオリンピック体操競技出場
- 円谷幸吉 - 1964年東京オリンピック陸上競技出場（10,000m競走と男子マラソンに出場、男子マラソンで銅メダル獲得）
- 町島洋一 - 競輪選手、モントリオールオリンピック自転車競技出場
- 成田和也 - 競輪選手、2006年アジア競技大会金メダリスト、2010年アジア競技大会銀メダリスト
- 福本万一郎 - 元プロ野球選手。日拓ホーム・フライヤーズ（現：日本ハムファイターズ
- 岡部拓人 - サッカー審判

### その他
- 羽鳥兼市 - ガリバーインターナショナル創業者・代表取締役社長
- 小出伸一 - 株式会社セールスフォース・ジャパン 代表取締役会長 兼 社長。三菱UFJ銀行 取締役。元日本ヒューレット・パッカード代表取締役社長執行役員。元ソフトバンクテレコム代表取締役副社長兼最高執行責任者。
- 西関隆夫 - 関西学院大学教授　東北大学名誉教授